# Elisabet Sofia de Mecklenburg
Elisabet Sofia de Mecklenburg (en alemany Elisabeth Sophie von Mecklenburg) va néixer a Güstrow (Alemanya) el 20 d'agost de 1613 i va morir a Luchow el 2 de juliol de 1676. Era una noble alemanya i compositora barroca, la filla gran de Joan Albert II de Mecklenburg (1590-1636) i de Margarida Elisabet de Mecklenburg (1584-1616).
En morir la seva mare quan només tenia tres anys, la seva educació va ser encomanada a les seves madrastres Elisabet de Hessen-Kassel primer i Elionor Maria d'Anhalt-Bernburg després. Gràcies a la relació del seu pare amb el compositor Heinrich Schütz, Elisabet Sofia va interessar-se tant per la literatura com per la música. Va estudiar a l'Académie des Loyales.
Al final de la Guerra dels Trenta Anys es traslladà a viure amb la família a Wolfenbütten, on va mantenir una estreta relació amb Heinrich Schütz amb relació a les millores que volia introduir en l'orquestra de la Cort, i amb qui va col·laborar en la composició de diverses àries.
El 1642 va compondre diversos diàlegs, amb música per a quatre veus blanques, representant els horrors de la guerra, la fam, la pobresa, la injustícia i la mort. Aquestes composiciones constitueixen el nucli central de la seva producció com a compositora. El 1650 va musicar textos propis amb motiu de l'anniversari del seu marit, una simfonia i un cor angèlic. El 1651 va publicar Vinetum evangelicum, Evangelische Weinberg, que podria ser la primera peça musical publicada per una dona a Alemanya. Es conserven dues de les seves obres dramàtiques: Friedens Sieg (Brunsic, 1642) i Freudensdarstellung Glückwünschende (Lüneburg, 1652).

## Matrimoni i fills
El 1635 es va casar amb August de Brunsvic-Lüneburg (1579-1666), fill del duc Enric III (1533-1598) i d'Úrsula de Saxònia-Lauenburg (1545-1620), i que havia enviudat dues vegades. D'aquest matrimoni en nasqueren tres fills:
- Ferran Albert (1636-1687), duc de Brunsvic-Bevern, casat Cristina Guillema de Hessen-Eschwege (1648-1702).
- Elisabet (1638-1687), casada amb Adolf de Saxònia-Coburg (†1699).
- Cristià, nascut i mort el 1639.